# アカネ属 (植物)
アカネ属（アカネぞく、学名：Rubia、和名漢字表記：茜属）は、アカネ科に属する611属のうちの、アカネ亜科の属の1つ。

## 特徴
多年草で、つる性になることも多い。茎には4稜がある。葉は節ごとに対生する本来の2個の葉と、2-6個からなる葉状の托葉からなり、4-8個の葉が輪生しているように見える。花序は散集花序になり、枝先または葉腋から伸ばし、多数の小さな花をつける。萼は鐘形となり、萼裂片はほとんど発達しない。花冠は杯形で、ふつう5裂し広く開くがまれに4裂し、裂片はつぼみ時には敷石状にたたまれる。子房は2室あり、各室に1個の胚珠がある。花柱は先が短く、深く2裂し、花柱の周囲を花盤が取り巻く。雄蕊はふつう5個まれに4個ある。果実は液果で、中央でくびれて、しばしば2個の分果状に分かれる。分果には1個の種子がある。

## 分布
世界に約60種あり、日本には5種分布する。

## 学名の由来
属名 Rubia は ラテン語 "ruber"「赤」に由来するラテン名。根の色が茜色（アカネ色）であること、およびアカネ属の根からとる染料に由来する。

## 種
和名、学名はYListから。

### 日本に分布する種
- アカネ Rubia argyi (H.Lév. et Vaniot) H.Hara ex Lauener et D.K.Ferguson - 北海道（南部）、本州、四国、九州、朝鮮半島、中国大陸（南部）、台湾に分布し、山野にふつうに見られる。茎はつる性になり、よく分枝し、長さ1-3mになり、稜上に下向きのごく短いとげがある。葉は4輪生して、葉柄は長さ0.5-4.5cmある。花期は8-9月。花序に10数個から数10個の花をつける。花冠は黄緑色で径3-4mm。果実は球形の液果で、径3-6mm、黒色に熟す[2][4]。
- オオキヌタソウ Rubia chinensis Regel et Maack f. mitis (Miq.) Kitag. - 北海道、本州、四国、九州、朝鮮半島、中国大陸（東北部）に分布し、山地の林中に生育する。茎は直立して、高さ30-60cmになり、稜上に鉤状の刺はない。葉は4輪生して、葉柄は長さ0.5-2cmある。花期は5-7月。花序にまばらに多数の花をつける。花冠は緑白色で径3-4mm。果実は球形の液果で、径4-6mm、黒色に熟す。片方の分果は不熟になることが多い[2][4]。
  - マンセンオオキヌタソウ Rubia chinensis Regel et Maack f. chinensis - オオキヌタソウの基本種。本州の中部地方、朝鮮半島、中国大陸（東北部・北部）、アムール、ウスリーに分布する。茎や葉に曲がった毛がやや密に生える[2]。
- クルマバアカネ Rubia cordifolia L. var. lancifolia Regel - 本州（和歌山県西部・中国地方）、四国（瀬戸内海沿岸）、九州（北部）、朝鮮半島、中国大陸（東北部）、ウスリー、アムールに分布し、海岸近くの低山地の林縁に生育する。茎はつる性になり、稜上に下向きの刺がある。葉はやや厚く、主軸には6-8輪生、側枝には4輪生して、葉柄は長さ1-3cmある。和名のとおり、葉が車輪状に多数輪生する。花期は9-10月。花序に多数の花をまばらにつける。花冠は黄緑色で径3-5mm。果実は球形の液果で、径4-6mm、黒色に熟す[2][4]。
- オオアカネ Rubia hexaphylla (Makino) Makino - 北海道、本州（関東地方北部から中部地方）に分布し、山地の林縁にまれに見られる。国外では、朝鮮半島、中国大陸（東北部）、ウスリーに分布する。茎はつる性になり、稜上に下向きの刺がある。葉は薄く、主軸には6-8輪生、枝には4輪生して、葉柄は長さ4-10cmある。花期は8月。花序に数個から10数個の花をつける。花冠は黄緑色で径4mm。果実は球形の液果で、径4-8mm、黒色に熟す[2][4]。
- アカネムグラ Rubia jesoensis (Miq.) Miyabe et T.Miyake -  南千島、北海道、本州（北陸地方・東北地方）、千島列島、サハリン、ウスリーに分布し、海岸近くの湿った草原や湿地に生育する。茎は直立して、高さ20-60cmになり、稜上に下向きの小さな刺がまばらにある。葉は4輪生して、葉の基部が狭まって短い葉柄となる。花期は6-7月。花序にまばらに数個から20数個の花をつける。花冠は白色で径3mm。果実は球形の液果で、径3-4mm、黒色に熟す[2][4]。

### 国外の主な種、帰化種
- ナガバアカネ Rubia alata Wall.
- アカミノアカネ Rubia cordifolia L. var. cordifolia - クルマバアカネの基本種。
- インドアカネ Rubia manjith Roxb.
- タチアカネ Rubia nankotaizana Masam.
- ビロードアカネ Rubia pubescens Nakai
- モリアカネ Rubia sylvatica (Maxim.) Nakai
- セイヨウアカネ Rubia tinctorum L. - 地中海沿岸の南ヨーロッパ、西アジア原産で、染料用に古くから栽培されている。逸出していることもある。茎は高さ50-80cmになり、稜上に下向きの刺がある。葉は6輪生し、葉に鉤状の刺毛があってざらつく。花期は夏から秋にかけて。花冠は淡黄色で径5mm。果実は楕円体の液果で、黒色に熟す[4][5]。

## ギャラリー

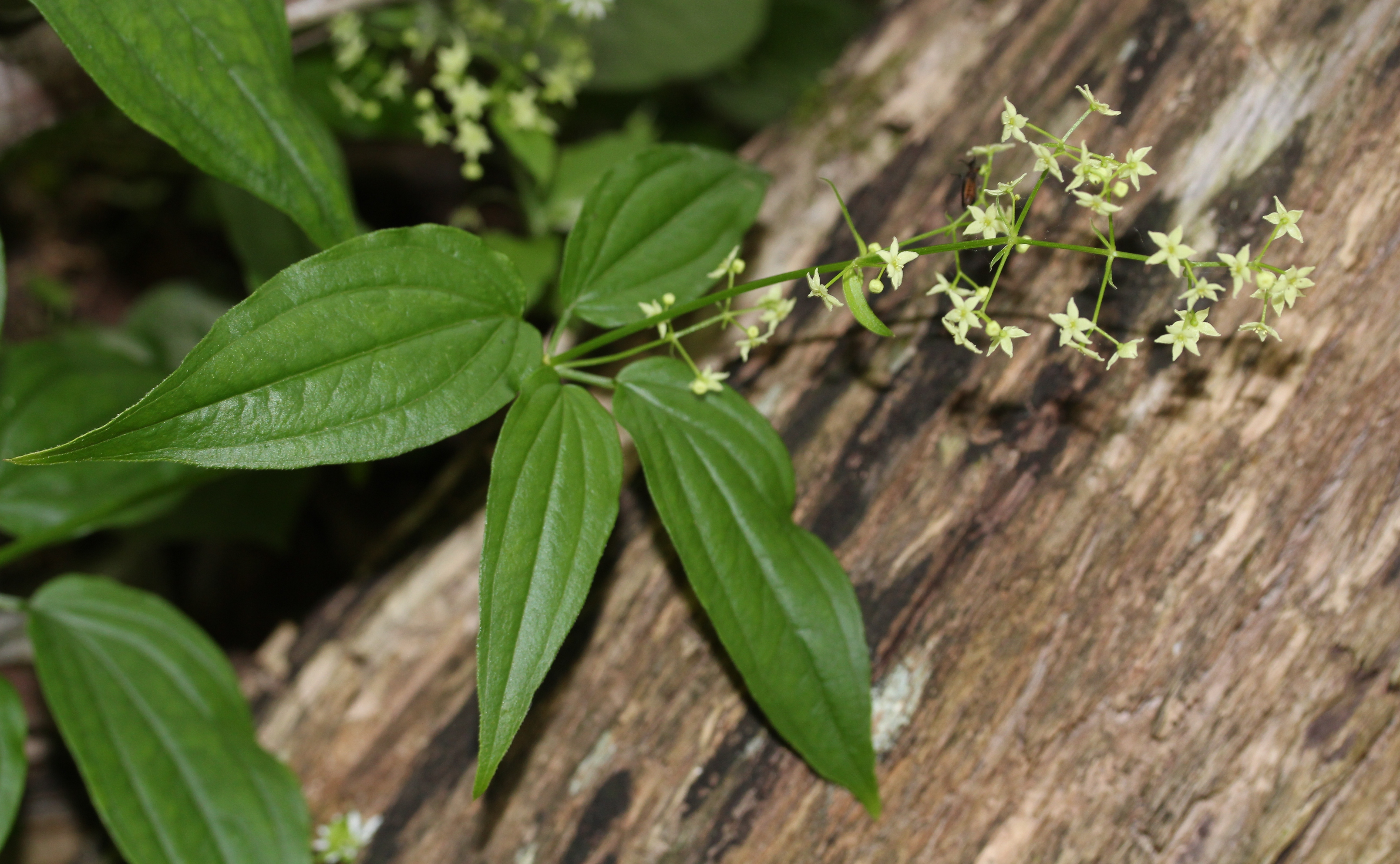
オオキヌタソウ、岐阜県伊吹山
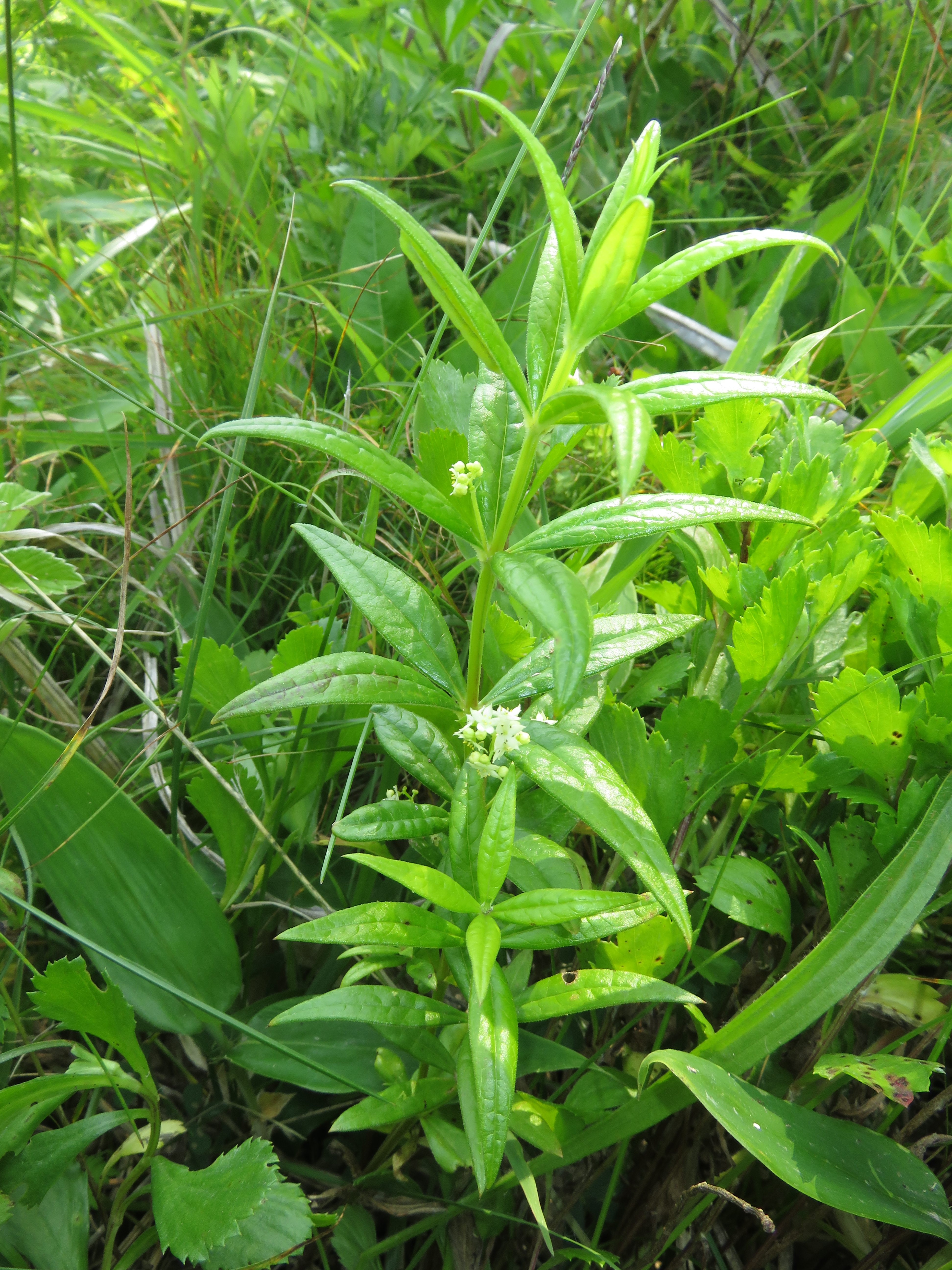
アカネムグラ、青森県種差海岸